# 塞莱斯塔-埃尔什泰因区
塞莱斯塔-埃尔什泰因区（法語：Arrondissement de Sélestat-Erstein）是法国大东部大区下莱茵省的一个区，有101个市镇。 

## 历史
该区于1974年由塞莱斯塔区和埃尔什泰因区合并而成。